# Загиров, Наиль Хайбуллович
Наиль Хайбуллович Загиров (20 ноября 1925, с. Уразово, Тамьян-Катайский кантон, Башкирская АССР, РСФСР — 27 сентября 2014, Красноярск) — российский и советский учёный в области горного дела, доктор технических наук, профессор, первый ректор Красноярского института цветных металлов им. М. И. Калинина.

## Биография
Наиль Хайбуллович Загиров родился 20 ноября 1925 года в с. Уразово, Тамьян-Катайского кантона (ныне Учалинский район), БАССР в крестьянской семье.
Начальную школу окончил в Уразово, затем продолжил учебу в Миндякской средней школе. В связи с призывом в Красную Армию досрочно и с отличием окончил десятилетку в феврале 1943 года.
Участвовал в Курской битве, освобождении Украины от фашистских захватчиков. При форсировании Днепра 27 сентября 1943 он был тяжело ранен, несколько месяцев лечился в госпиталях и был демобилизован по болезни. После этого долго ходил на костылях. Орден Красной Звезды  Наилю Загирову вручен только в 1967 году, к которому он был представлен еще в годы войны, но не успел получить из-за ранения. В 1985 году был награждён орденом Отечественной войны 1-й степени.
В 1944—1950 гг. — студент, Московский институт цветных металлов.
После окончания учебы был оставлен в аспирантуре. Учитель — академик Михаил Иванович Агошков. В 1955 году успешно защитил одну из первых в стране диссертаций по разработке урановых месторождений и стал кандидатом технических наук. Результаты его научных разработок были внедрены в промышленном производстве с большим экономическим эффектом.
C 1955 года заведовал отделением Московского института цветных металлов. В 1958 году институт был переведен в Красноярск и переименован в Красноярский институт цветных металлов. Наиль Хайбуллович был назначен и. о. директором института, на его плечи легли все организационные хлопоты по переводу вуза.
С 1959 года Наиль Загиров являлся проректором по учебной и научной работе.
С 1962 по 1994 год заведовал кафедрой разработки рудных и россыпных месторождений.
19 января 1970 года защитил диссертацию на тему «Оптимизация подготовленности запасов руд к подземной добыче» в Институте физики Земли Академии наук СССР и стал первым доктором технических наук в институте .
В 1971 году избрался профессором. До последних дней своей жизни Наиль Хайбуллович продолжал заниматься любимым делом в качестве профессора-консультанта Сибирского федерального университета.
Наиль Загиров скончался 27 сентября 2014 года на 89-м году жизни и похоронен рядом с супругой, на Аллее славы красноярского городского кладбища.

## Научная деятельность
Научная деятельность Наиля Загирова связана с внедрением высокоэффективных технологий добычи руд при подземной разработке месторождений. Ученый является основателем научного направления по освоению рудных месторождений с применением ресурсосберегающих и экологически безопасных технологий. Им написано около 200 научных работ, книг, монографий и учебных пособий, подготовлено около 20 кандидатов и докторов наук.